# Mamy Blue
Mamy Blue, también conocido como Mammy Blue es un hit single internacional de 1971, escrito por el compositor francés Hubert Giraud, con letra adicional en inglés del cantante del grupo español Pop Tops, Phil Trim, la versión inglesa de los Pop-Tops sería la de más éxito internacionalmente.
Giraud compuso la canción en 1970 durante un embotellamiento de tráfico en París, con letra en francés. En 1971 Alain Milhaud, productor francés radicado en España y mánager de los Pop-Tops, adquirió los derechos de la canción y produjo su grabación por el grupo en Londres, con letra en inglés escrita por el cantante Phil Trim.
La compañía francesa "Barclay", por su parte, produjo las versiones para el mercado francófono de Nicoletta y Joël Daydé (esta última en inglés, usando la letra escrita por Trim).
La canción ha sido versionada por gran cantidad de artistas y en diferentes idiomas. La primera versión en español fue la de los Pop-Tops, de 1971 (que además de español e inglés también la grabaron en italiano), y la primera en general corresponde a la versión en italiano grabada por la cantante Spagna ese mismo año, la cual a su vez marcó su debut discográfico.
En España la versión en español de Pop-Tops llegó al n.º 1, y la inglesa de Joël Daydé al n.º 2, mientras que la versión inglesa de Pop-Tops fue un gran éxito a nivel europeo, alcanzando el n.º 1 en Alemania, Francia, Bélgica, Noruega, Dinamarca, Suiza, Suecia y Austria, el n.º 3 en Holanda e incluso el n.º 2 en Japón.
Esta versión en inglés de Pop-Tops, no obstante, fue un éxito menor en el mundo de habla inglesa, alcanzando apenas el nº35 en el Reino Unido, y el nº57 en los Estados Unidos, aunque la versión en italiano llegó al n.º 1 en la península.
Por su parte Joël Daydé también grabó la versión francesa del tema, la cual alcanzó el n.º 1 en Francia y Bélgica.
En Argentina, en 1974, fue versionada en español por uno de los cantantes con más éxitos de aquél momento, llamado Silvestre. Además de ello, tras la separación de Phil Trim de los Pop Tops, realizó una versión disco de esta canción en 1978 para el álbum The Game of the Love (El juego del amor)

## Versiones
"Mamy Blue" fue grabada en inglés por artistas de la talla de Julio Iglesias, Vicky Leandros o Demis Roussos, en francés por Celine Dion o Roger Whittaker, quién también la grabó en inglés, y en italiano por Johnny Dorelli o Dalida.
Otros artistas que han versionado la canción en múltiples idiomas:
- Twiggy (español)
- Miro Ungar (croata)
- Karel Gott (checo)
- Kati Kóvacs (húngaro)
- Stories (inglés)
- Mjöll Holm (islandés)
- Crazy Boys (polaco)
- Laércio de Freitas (portugués)
- Anda Călugăreanu (rumano)
- Kjerstin Dellert (sueco)
- Kirka (finés)
- Horace Andy (inglés)
- Genya Ravan (inglés)
- Laim Vaikule (inglés)
- Lara Fabian (francés)
- Jacques Desrosiers (francés)
- Fredi (finés)
- José Mercé (español)
- Bata Illic (alemán)
- Roberto Blanco (alemán)
- Muslim Magomáyev (español)
- Danza Invisible (español)
- Silvestre (español)